# Dance and Love Selection Vol. I
Dance And Love Selection Vol. I è una compilation del dj Gabry Ponte disponibile dal 12 febbraio 2010, le tracce sono in versione Extended.

## Tracce
1. Gabry Ponte, Cristian Marchi & Sergio D' Angelo feat. Andrea Love - Don't Let Me Be Misunderstood (Gabry Ponte Vintage Mix) (4:24)
2. Edward Maya feat. Vika Jigulina - Stereo Love (Gabry Ponte Remix) (6:36)
3. Goldsylver - I Know You Better (Extended Mix) (6:04)
4. Gabry Ponte Vs Steve Robelle feat. Steem "The Professor" - Dance And Love (5:36)
5. Andrea Tarsia feat. Majuri - I'm The One (Gabry Ponte Vs Paki & Jaro Remix) (5:19)
6. Francesco Esse - Snake (6:52)
7. Gabry Ponte Vs Format C feat. 2 Brothers On The 4th Floor - Dreams (5:58)
8. Paki & Jaro - Venus (Matteo Marini Remix) (7:22)
9. Phaxo - Children Of Africa (Extended Club Mix) (7:40)
10. La Miss - Something I Should Know (Original Mix) (4:39)
11. Gabry Ponte feat. Miani - Vivi Nell'Aria (Manian Remix) (5:15)
12. Gabry Ponte - Rock The Dex (7:20)